# Woolwich (Ontario)
Woolwich è una municipalità del Canada situata nel sud-ovest della provincia dell'Ontario, nella Municipalità Regionale di Waterloo.
È costituita da dieci comunità rurali; la più grande è Elmira, seguita da St. Jacobs. Il censimento del 2016 ha registrato 26 005 abitanti, in rialzo rispetto ai 23145 del 2011. La zona ospita la più grossa comunità della vecchia Chiesa dei Mennoniti in Canada.
Vengono spesso avvistati sulle strade locali con i loro tradizionali cavalli e calessi; molti di loro usano i cavalli anche come animali da soma nelle loro fattorie.
Woolwich si trova direttamente a nord ed est della città di Waterloo e confina anche con Kitchener e Cambridge. La municipalità venne istituita a partire dal 1973 con il Regional Municipality of Waterloo Act 1972, che creò e regolò una struttura di governo regionale. L'amministrazione di Woolwich consiste di cinque consiglieri e un sindaco, il quale partecipa anche al consiglio regionale di Waterloo.